# 小叶楤木
小叶楤木（学名：Aralia foliolosa）为五加科楤木属的植物。分布于印度、越南、锡金以及中国大陆的湖南、云南等地，生长于海拔300米至1,740米的地区，多生在山坡栎林中和山坡疏林中，目前尚未由人工引种栽培。